# Vysshaya Liga
Vysshaya Liga (bielorrusso para "Liga Especial Bielorrussa") é a primeira divisão do Campeonato Bielorrusso de Futebol, o mais importante torneio de clubes de futebol na Bielorrússia. Vysshaya Liga é constituída por 16 equipes. Ao seu término, duas equipes são rebaixadas para a Segunda Divisão Bielorrussa — que promove sua campeã e vice-campeã. 
Durante a pandemia de COVID-19 em 2020, juntamente da Nicarágua, foi a única divisão nacional a não ser interrompida. É transmitida em português para o Brasil desde 2020 pelo "Canal MFTV", no YouTube.

## História
A Liga Especial Bielorrussa foi constituída em 1992. Era dominada pelo Dinamo Minsk, que venceu por cinco anos seguidos. Posteriormente, outros times conquistaram o torneio. Atualmente, os quatro maiores clubes do país são o Dinamo Minsk, FC BATE Borisov, FC MTZ-RIPO e FC Shakhtyor Saligorsk.
O campeão da liga se classifica para a Liga dos Campeões da UEFA. O segundo e terceiro colocados assim como o campeão da Copa da Bielorrússia se classificam para a Liga Europa da UEFA. 

## Lista de campeões
Atualizada em 17/07/2024
| Temporada | Campeão                     |
| --------- | --------------------------- |
| 1992      | FC Dinamo Minsk             |
| 1992-1993 | FC Dinamo Minsk             |
| 1993-1994 | FC Dinamo Minsk             |
| 1994-1995 | FC Dinamo Minsk             |
| 1995      | FC Dinamo Minsk             |
| 1996      | FC Mozyr-ZLiN (MPKC)        |
| 1997      | FC Dinamo Minsk             |
| 1998      | FC Dnepr Mahilyow-Transmash |
| 1999      | FC BATE                     |
| 2000      | FC Slavia                   |
| 2001      | FC Belshina                 |
| 2002      | FC BATE                     |
| 2003      | FC Gomel                    |
| 2004      | FC Dinamo Minsk             |
| 2005      | FC Shakhtyor                |
| 2006      | FC BATE                     |
| 2007      | FC BATE                     |
| 2008      | FC BATE                     |
| 2009      | FC BATE                     |
| 2010      | FC BATE                     |
| 2011      | FC BATE                     |
| 2012      | FC BATE                     |
| 2013      | FC BATE                     |
| 2014      | FC BATE                     |
| 2015      | FC BATE                     |
| 2016      | FC BATE                     |
| 2017      | FC BATE                     |
| 2018      | FC BATE                     |
| 2019      | Dinamo Brest                |
| 2020      | FC Shakhtyor                |
| 2021      | FC Shakhtyor                |
| 2022      | Shakhter                    |
| 2023      | Dínamo Minsk                |

Atualizada em 17/07/2024 
| Clube                  | Número de títulos |
| ---------------------- | ----------------- |
| FC BATE                | 15                |
| FC Dinamo Minsk        | 8                 |
| FC Shakhtyor           | 3                 |
| FC Mozyr-ZLiN (Slavia) | 2                 |
| Dnepr Mogilev          | 1                 |
| FC Belshina            | 1                 |
| FC Gomel               | 1                 |
| FC Dinamo Brest        | 1                 |